# المعاد عند الاثني عشرية
المعاد عند الاثني عشرية هو أحد أهم أصول العقيدة الإسلامية كما تُفهم في مذهب الشيعة الاثني عشرية، ويُقصد به الإيمان بعودة الإنسان إلى الحياة بعد الموت من أجل الحساب والجزاء، يُعتبر هذا الأصل العقائدي محورًا في التصور الديني للكون والوجود والعدالة، وله جذور راسخة في القرآن الكريم والحديث النبوي والروايات المأثورة عن أهل البيت، الذين يُعدون المرجع العقائدي والروحي الأساسي في هذا المذهب،
يؤمن أتباع هذا المذهب بأن المعاد ليس مجرد مفهوم غيبي، بل هو حقيقة إيمانية تنطوي على تأثير جوهري في توجيه السلوك الفردي والاجتماعي، ويشمل المعاد عندهم مراحل متعددة، تبدأ بالموت وتستمر عبر البرزخ، ثم البعث والحساب، وصولًا إلى دخول الجنة أو النار، ويتضمّن الإيمان به أيضًا التصديق بمفاهيم مثل الصراط، الميزان، الشفاعة، والرجعة، التي تُعدّ عناصر متكاملة في الرؤية الأخروية الشيعية، تُعالج هذه المفاهيم في كتب العقائد، وعلم الكلام، والتفاسير، كما تحظى بحضور بارز في الخطاب الوعظي والديني، مما يُبرز مكانتها المركزية في التكوين الروحي والفكري للمؤمن.

## مفهوم المعاد
يُعرّف المعاد لغةً بأنه الرجوع، ومن هنا جاء معناه الاصطلاحي في الفكر الإسلامي عمومًا بأنه رجوع الإنسان إلى الحياة بعد الموت، لكنّ المعاد في المذهب الاثني عشري يتمتع بخصوصية في تفسيره وتفاصيله، حيث يُعتبر من أصول الدين الخمسة، ويُعدّ الإيمان به واجبًا شرعيًا وعقليًا لا يتم الإيمان الصحيح إلا به،
لا يقتصر المعاد في هذا السياق على الإيمان بنهاية زمنية للوجود الدنيوي، بل يُعدّ نقطة بدء لحياة أخروية أبدية، ويُصوّر المعاد بوصفه تتويجًا للامتحان الإلهي في الدنيا، حيث تتجلّى العدالة والرحمة، وتُحاسب النفوس على ما كسبت،
كما أن الإيمان بالمعاد يُعبّر عن موقف الإنسان من الغيب، ويُعدّ مقياسًا لاستيعابه لمفاهيم مثل الحكمة الإلهية، والغاية من الخلق، والخلود، والمصير، وكلها مفاهيم محورية في الرؤية الإسلامية.

## المعاد الجسدي والروحي
من المسائل العقدية التي ركّز عليها علماء الشيعة الاثني عشرية هي مسألة طبيعة المعاد: هل هو روحي فقط، أم جسدي وروحي معًا؟ وقد أجمع علماء المذهب على أن المعاد يتم بالجسد والروح، استنادًا إلى ظاهر النصوص القرآنية والروايات المتواترة، فكما عاش الإنسان في الدنيا بجسده وروحه، فإنه يُبعث بهما معًا ليواجه الجزاء،
ويُفصّل علماء الكلام أن الجسد يُعاد خلقه بعد الموت، ولو من أصغر أجزائه الباقية، وتُعاد إليه الروح، فيُحشر الإنسان كما كان، كما في قوله تعالى: ﴿وَضَرَبَ لَنَا مَثَلًا وَنَسِيَ خَلْقَهُ قَالَ مَنْ يُحْيِي الْعِظَامَ وَهِيَ رَمِيمٌ ۝٧٨﴾ [يس:78]، وهذا المعاد الجسدي هو ما يُمكّن من تحقق العدل الإلهي الكامل، إذ يتلقّى الإنسان الجزاء بحواسه ومكوناته، كما ناله في الدنيا،
وقد ناقش الفلاسفة وعلماء الأصول هذا الموضوع أيضًا، خصوصًا في مؤلفات [[محمد حسين الطباطبائي|العلامة محمد حسين الطباطبائي]] والخواجة نصير الدين الطوسي، حيث أشاروا إلى أن الاقتصار على المعاد الروحي يُخالف ظاهر النصوص، ولا يفي بمتطلبات العدالة.

## العلاقة بالعدل الإلهي
الاعتقاد بالمعاد عند الشيعة الاثني عشرية يرتبط ارتباطًا وثيقًا بمفهوم العدل الإلهي، الذي هو أحد أصول الدين كذلك، فالله، بحسب التصور العقدي، لا يُمكن أن يترك أعمال البشر دون حساب، ولا أن يتساوى المحسن والمسيء، أو الظالم والمظلوم، في المصير، من هنا يُعدّ يوم القيامة ضرورة عقلية قبل أن يكون نصية، لتتمّ فيه العدالة الكاملة،
ويستند هذا التصور إلى عشرات الآيات القرآنية التي تؤكد أن كل إنسان مسؤول عن عمله، وأن الحساب دقيق، ولا يترك شيئًا مهما كان صغيرًا، كما في قوله تعالى: ﴿فَمَنْ يَعْمَلْ مِثْقَالَ ذَرَّةٍ خَيْرًا يَرَهُ ۝٧ وَمَنْ يَعْمَلْ مِثْقَالَ ذَرَّةٍ شَرًّا يَرَهُ ۝٨﴾ [الزلزلة:7–8]،
ويُوظف مفهوم المعاد هنا بوصفه أداة لترسيخ الأخلاق والردع، فهو لا يكتفي بشرح مصير الإنسان، بل يُقدم نموذجًا أخلاقيًا يُشجع على الالتزام بالقيم، واحترام حقوق الآخرين، وترك المعاصي.

## البرزخ والحياة بعد الموت
البرزخ، في العقيدة الاثني عشرية، هو الحياة الفاصلة بين الموت والبعث، وتُصوّر هذه المرحلة كحياة فعلية، فيها إدراك، وعذاب، أو نعيم، يتناسب مع أعمال الإنسان في الدنيا، وقد وردت روايات عديدة في كتب مثل "الكافي" و"التهذيب" تصف فيها حياة البرزخ، وتؤكد أن الأرواح تبقى على وعي، وتتفاعل مع واقعها الجديد،
تُقسّم الروايات الأرواح بعد الموت إلى قسمين: أرواح في نعيم، تستظل تحت شجرة في الجنة، وأرواح في شقاء، محجوزة في وادٍ من أودية جهنم، وتُذكر تفاصيل عن زيارة الأموات للأحياء في الأحلام، وسماعهم لأصوات المشيعين، مما يُشير إلى مستوى معين من الإدراك،
وتُناقش مسألة البرزخ أيضًا في الفقه، حيث يُستنتج منها أحكام مثل: قراءة الفاتحة، زيارة القبور، وإهداء الثواب،

## الشفاعة والصراط والميزان
الشفاعة تُعتبر من مفاهيم الرحمة الإلهية، ووسيلة للتخفيف عن بعض العباد يوم القيامة، تؤمن الشيعة الاثني عشرية بأن النبي محمد، وأهل بيته، يشفعون لأتباعهم وللمذنبين من المؤمنين، وفق ضوابط إلهية، استنادًا إلى آيات مثل: ﴿يَوْمَئِذٍ لَا تَنْفَعُ الشَّفَاعَةُ إِلَّا مَنْ أَذِنَ لَهُ الرَّحْمَنُ وَرَضِيَ لَهُ قَوْلًا ۝١٠٩﴾ [طه:109],
ولا تعني الشفاعة تعطيل العدالة، بل تمثل وجهًا من وجوه الرحمة، وهي مرتبطة بالإيمان والعمل، فلا تشمل من أنكرها أو استهزأ بها،
أما الصراط، فهو طريق يمر فوق جهنم، دقيق كالشعرة، حاد كالسكين، يُمتحن عليه الناس، والمرور عليه، كما في الروايات، يتطلب الإيمان والعمل الصالح، بينما الميزان هو المعيار الذي تُوزن به الأعمال، وهو إمّا ميزان معنوي أو رمزي، أو كائن حقيقي بيد الملائكة،
وتُجسّد هذه المفاهيم صورة شاملة للعدالة الإلهية، حيث تُوزن كل لحظة عاشها الإنسان، وكل أثر تركه.

## الرجعة والتمهيد للمعاد
الرجعة، كما تُفهم عند الشيعة الاثني عشرية، هي رجوع بعض المؤمنين والظالمين إلى الحياة قبل يوم القيامة، وتتم هذه العودة، بحسب الروايات، في عصر الإمام المهدي بعد ظهوره، من أجل إنصاف المظلومين، وتحقيق الانتصار الإلهي الكامل،
ويؤمن بعض علماء المذهب بأن الرجعة هي مرحلة فاصلة، هدفها تمهيد النفوس ليوم القيامة، وتأكيد لسنن الابتلاء والانتصار الإلهي، وليست بديلاً عن البعث، وتستند فكرة الرجعة على تفسيرات لآيات مثل: ﴿وَيَوْمَ نَحْشُرُ مِنْ كُلِّ أُمَّةٍ فَوْجًا مِمَّنْ يُكَذِّبُ بِآيَاتِنَا فَهُمْ يُوزَعُونَ ۝٨٣﴾ [النمل:83]، وتُعرض كعلامة من علامات صدق الوعد الإلهي.

## الحضور في الثقافة الدينية والتعليم
يحظى المعاد بمكانة مركزية في التعليم الحوزوي والديني، ويُدرّس ضمن مقررات علم الكلام، والعقائد الإسلامية، ويُتناول أيضًا في مجالس العزاء والخُطب الوعظية، خصوصًا في شهري محرم وصفر،
وتحرص المدارس الدينية على ترسيخ مفاهيم مثل الاستعداد للموت، والتوبة، والارتباط بالآخرة، وربطها بالإيمان بالمعاد، كما أن المعاد حاضر في الأدب الشعبي، والزيارات الدينية، والدعاء، مما يجعله عنصرًا مؤثرًا في تشكيل الوعي الفردي والجماعي.